# David Ryckaert III
David Rijckaert III (David Rijckaert le Jeune ou David Ryckaert III ; baptisé le 2 décembre 1612 à Anvers et mort dans la même ville le 11 novembre 1661) est un peintre connu pour sa peinture de genre, en particulier ses scènes de joyeuses compagnies et de paysans.

## Biographie
Membre de la famille d'artistes Ryckaert (ou Rijckaert), il était le fils de  David Ryckaert II et de Catharina de Merre, le petit-fils de David Ryckaert I, et le neveu de Martin Ryckaert. Il semble avoir eu un frère Pauwels, qui était aussi peintre (Duverger 1987, p.382). Sa sœur Margaret a épousé un élève de son père, Gonzales Coques, qui devint un peintre à succès.
Il a étudié la peinture auprès de son père, puis devint maître de la Guilde de Saint-Luc à Anvers en 1636-1637 et doyen en 1652-1653. 
Il s'est marié le 31 août 1647 avec Jacoba Pallemans (Palmans), avec qui il a eu huit enfants. Devenue veuve, elle a épousé Cornelis Huysmans, prévôt d'Anvers.
Peintre renommé, il a eu pour mécène l'archiduc Léopold Guillaume d'Autriche, gouverneur des Pays-Bas méridionaux de 1647 à 1656.
Il a eu comme élèves : Hans La Croys, Jacob Lafosse II et Erasmus de Bie.

## Œuvre
Il a commencé sa carrière comme paysagiste, mais a rapidement opté pour la peinture de genre. Ses tableaux montrent l'influence des principaux peintres de genre flamands tels qu'Adriaen Brouwer, David Teniers l'Ancien, et surtout David Teniers le Jeune. 
Il a souvent peint des intérieurs avec des personnages au travail, tels que des cordonniers, des peintres, des alchimistes ou des charlatans, ainsi que des auberges avec des paysans. Il a également peint des enfants en train de jouer, des célébrations avec de la musique, et des scènes imaginaires de sorcières et de fantômes. Beaucoup de ses œuvres sont signées et datées, ce qui permet de suivre son développement artistique de 1637 à 1661.
- Atelier de peintre avec modèle posant et broyeur de couleur, 1638, huile sur bois, 59 × 95 cm, Musée du Louvre, Paris[3]

Les premiers tableaux de genre de Ryckaert montrent une forte influence d'Adriaen Brouwer, tant dans le sujet que dans la composition. Mais dans Paysanne avec un chat et son pendant Paysan avec un chien au Musée de l'Ermitage, Ryckaert a changé les détails des compositions et les a transformés en allégories du goût (la femme nourrit le chat) et du toucher (l'homme tient la patte du chien). La composition avec le chien comprend également le dressage du chien, car l'homme lui donne clairement l'ordre de s'asseoir.
- Paysanne avec un chat, vers 1640, huile sur toile transférée sur panneau, 28 × 35 cm, Musée de l'Ermitage, Saint-Petersbourg[4]
- Paysan avec un chien, vers 1640, huile sur panneau, 26 × 37 cm, Musée de l'Ermitage, Saint-Petersbourg[5]
- Le Satyre et les Paysans, huile sur toile, 111 × 153 cm, collection privée, vente Sotheby's 2007[6]

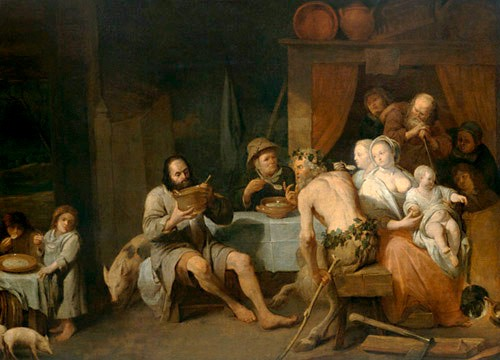
La Fable du satyre et des paysans Collection privée
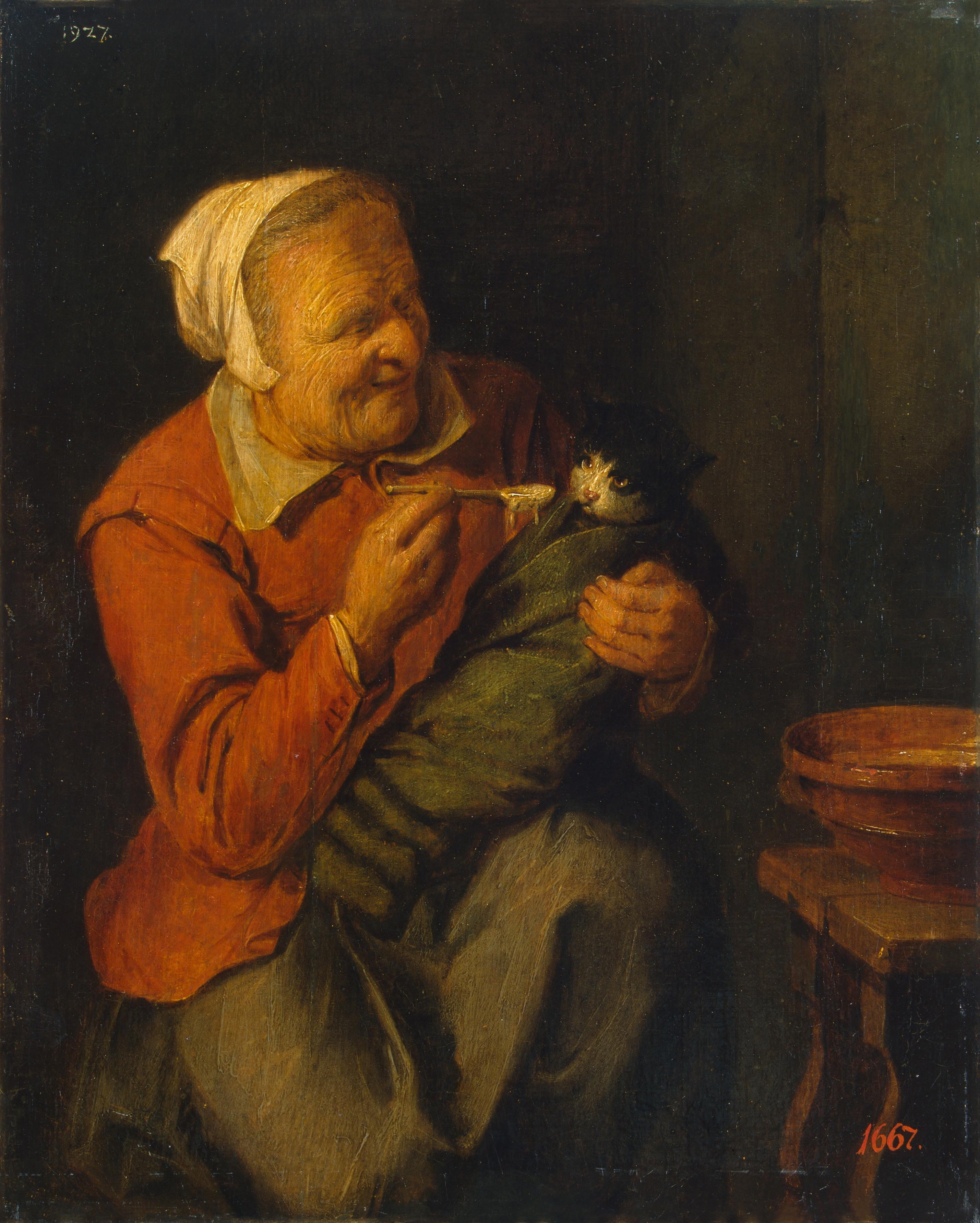
Paysanne avec un chat, vers 1640 Musée de l'Ermitage
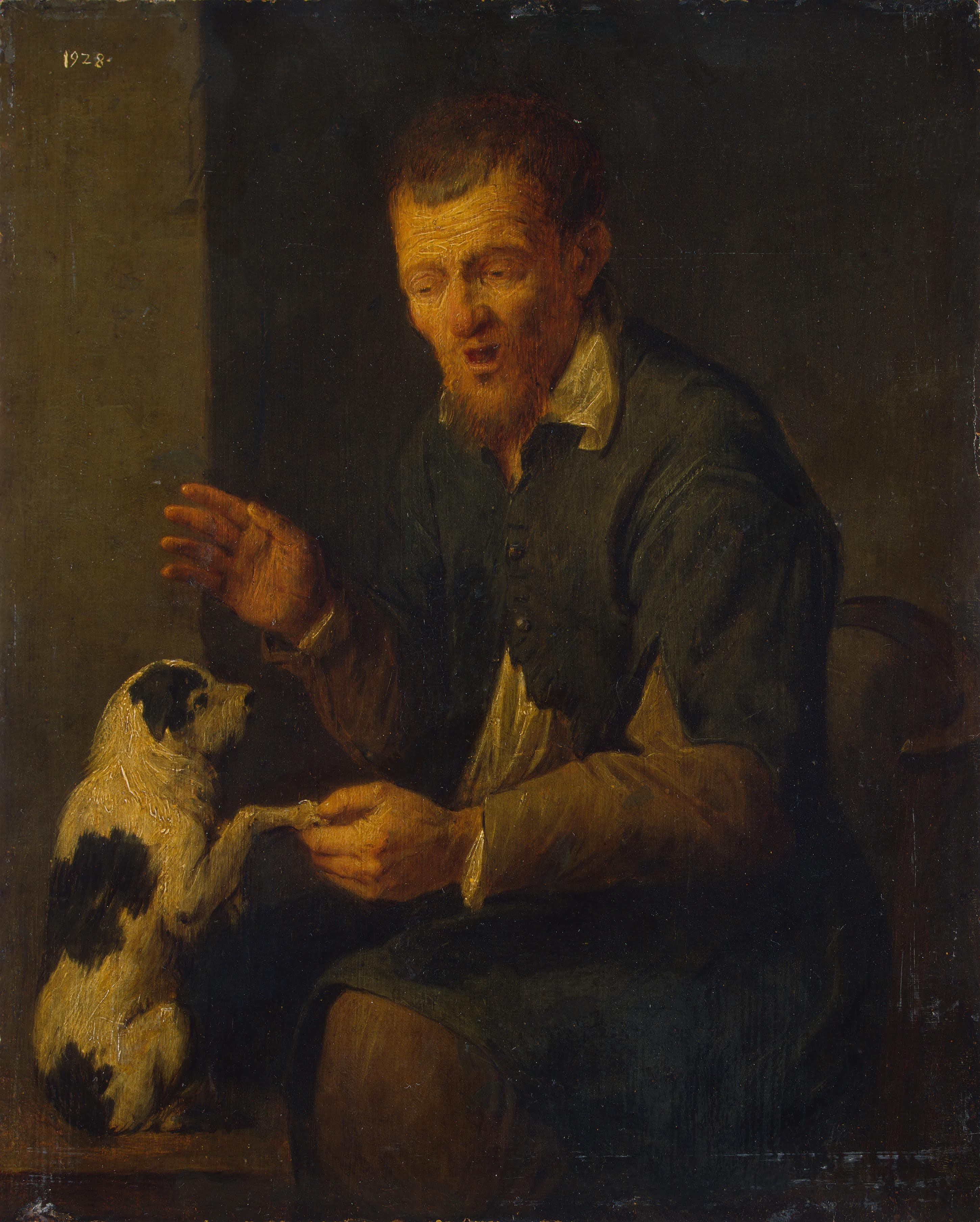
Paysan avec un chien, vers 1640 Musée de l'Ermitage
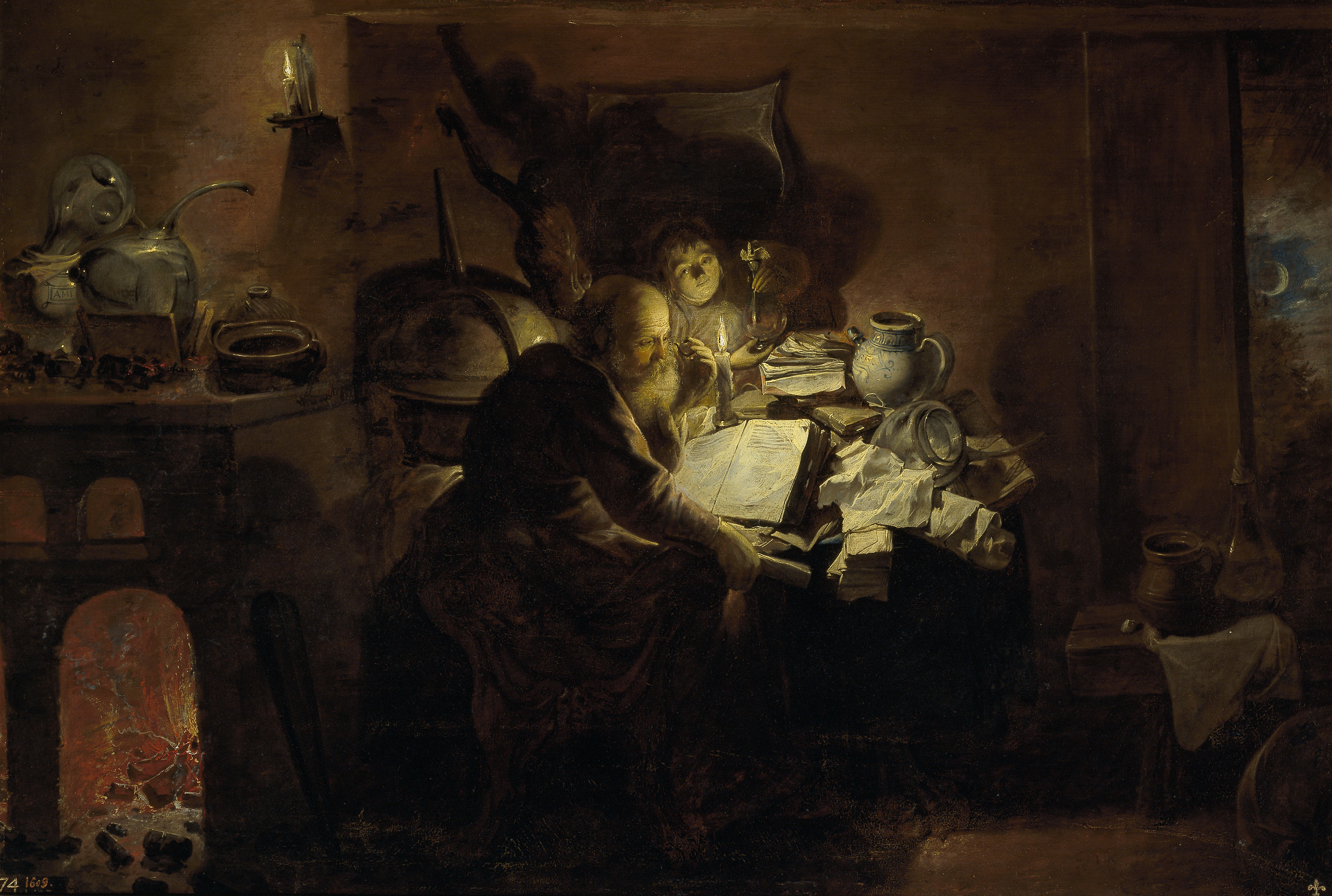
L'Alchimiste, 1648 Bruxelles

- Scène en plein air avec une élégante compagnie écoutant et jouant de la musique, huile sur toile, 92 × 127 cm, collection privée, vente Sotheby's 2008[7]

Entre 1640 et 1650, au lieu de représenter des paysans grossiers, il commence à peindre des groupes composés de personnes élégantes, souvent en train de faire de la musique. Ce changement de style débute à l'arrivée à Bruxelles en 1647 de l'archiduc Léopold Guillaume qui n'était pas friand des intérieurs bruts de taverne et de grange, et préférait des scènes plus raffinées. Le changement de style a finalement été un succès, puisque quatre peintures de Ryckaert sont mentionnées dans l'inventaire de l'archiduc en 1659.
- L'Alchimiste dans son laboratoire, 1648, huile sur toile, 66 × 87 cm, Musée Old Masters, Bruxelles[8]

Simultanément, il emprunte de nouveaux thèmes à d'autres artistes. Par exemple, dans Alchimiste dans son laboratoire (1648, Musées royaux des beaux-arts de Belgique, Bruxelles), il emprunte un sujet qui apparaît souvent dans l'œuvre de Teniers le Jeune. Sous l'influence de ce dernier, il a mis davantage l'accent sur les couleurs et les qualités décoratives, et, de plus, a adopté la méthode du clair-obscur, particulièrement visible dans ses peintures d'alchimistes. 
Vers 1650, il a commencé à peindre des sujets religieux et mythologiques.
- La "Dulle Griet" combat les démons, huile sur chêne, 49 × 64 cm, Kunsthistorisches Museum, Vienne[9]
- La Tentation de saint Antoine, 1650-1660, huile sur bois, 49 × 63 cm, Galerie Palatine, Palais Pitti, Florence[10]
- L'Arracheur de dents, 1655, huile sur bois, 48 × 64 cm, Musée Fabre, Montpellier[11]

La dernière étape du développement stylistique de Ryckaert est illustrée par sa peinture In The Inn (Osterriethhuis, Anvers) dans laquelle Ryckaert adapte la manière anecdotique de la peinture de Teniers à une scène d'un caractère idyllique et sentimental.